# Enric de Gant
Enric de Gant (Gant, aprox. 1217 - París? Tournai? 1293) va ser un filòsof de l'escolàstica medieval, conegut com a Doctor Solemnis. Entre 1276 i 1292 fou professor a París. Dins la seva carrera religiosa, va participar activament en la polèmica sobre la confessió obligada o no. Seguidor del platonisme, creia en la il·luminació com a principal via de coneixement diví i en l'existència d'universals. També afirmava que el cos formava part de l'ànima, com una extensió seva, lluny del dualisme antropològic habitual a l'època. En 1277 col·laborà amb Étienne Tempier condemnant l'averroisme (1277).